# فيالي
فيالي (بالإيطالية: Viale)‏ هي بلدة وبلدية في مقاطعة أستي في إقليم بييمونتي في جنوب إيطاليا.

## السكان
في سنة 1861 بلغ عدد السكان 743 نسمة، وتطور العدد ليصل في سنة 2011 لـ 261 نسمة.
يظهر هذا المخطط البياني تطور النمو السكاني لـ فيالي